# Festival d'Angoulême 1988
Le 15e Salon international de la bande dessinée s'est tenu les 29, 30 et 31 janvier 1988 à Angoulême.

## Palmarès
- Alfred meilleur album : Jonathan Cartland : Les survivants de l'ombre - Michel Blanc-Dumont et Laurence Harlé, Dargaud
- Alfred meilleur album étranger : Maus : Mon père saigne l'histoire, Art Spiegelman, Flammarion
- Alfred premier album : Le Soleil des loups t. 1, Arthur Qwak, Vents d'Ouest
- Alfred album destiné à la jeunesse : Cori le moussaillon : L'expédition maudite, Bob de Moor, Casterman
- Alfred enfants : Neige : Les brumes aveugles, Gine et Didier Convard, Lombard
- Alfred communication publicitaire : Pas de sida pour miss poireau, Nikita Mandryka et Claude Moliterni, Groupement des pharmaciens Giphar
- Alfred fanzine : Sortez la chienne, Lille
- Alfred avenir : Lavaud-Mazan, Périgueux
- Alfred scolaire : Benoît Ers, Épinal
- Prix Lucien : Jacques Gallard : Zoulou blues - Jean-Louis Tripp, Milan
- Prix Bloody Mary de l'ACBD : Stars d'un jour, Tronchet, Delcourt
- Prix Résistance - Témoignage Chrétien : Maus, Art Spiegelman, Flammarion
- Prix de la BD Chrétienne : Les fumées bleues du Caire - Jean Duverdier/Michèle Blimer (Diffusion DDB)
- Prix Antipode media : Le talis balaouine - Cécile Marre/Alexandre Carron

## Grand prix de la ville
- Philippe Druillet

## Grand prix spécial15eanniversaire
- Hugo Pratt

## Déroulement du festival
- Exposition « Bunker » par Bilal, très impressionnante.
- Jack Lang n'est plus ministre, mais il s'est déplacé « en ami ». Le ministre des Postes et télécommunication, Gérard Longuet, fait le déplacement. Son administration édite une planche de douze timbres célébrant les grands prix passés : Bilal, Bretécher, Forest, Fred, Gillon, Lob, Marijac, Mézières, Moebius, Pellos, Reiser et Tardi[1].
- L'atelier du NIL, de l'école d'art d'Angoulême, édite «Contes et racontars» sous la direction de Gérald Gorridge. Franc succès.
- Louis Viannet, numéro 2 de la CGT, est à Angoulême pour le lancement de l'album « Les luttes en BD »
- Exposition Ptiluc à la galerie Arts Objet.
- Josiane Balasko est membre du jury de sélection des dessins animés.
- Le salon a attiré plus de 175 000 visiteurs[1].
- Quinze jours après la fin du festival, Pierre Pascal et Gérard Berthet démissionneront de leurs fonctions de directeur et de commissaire général sous la pression de Jean-Michel Boucheron.

## Affiche
- Enki Bilal

## Thème
- « Bande et cinés »

## Jury
Enki Bilal, Jean-Michel Boucheron, Hervé Cannet, Pierre Veilletet, Jean-Paul Morel, Jean-Pierre Cliquet, Monique Bussac, Adrienne Krikorian, François Pierre, Gérard Berthet, Jean-Luc Bittard, Dominique Bréchoteau, Pierre Pascal